# NGC 1247
NGC 1247 je galaksija u zviježđu Eridan.

## Vanjske poveznice
- SEDS: NGC 1247